# Sicyonis ingolfi
Sicyonis ingolfi är en havsanemonart som beskrevs av Oscar Henrik Carlgren 1921. Sicyonis ingolfi ingår i släktet Sicyonis och familjen Actinostolidae. Inga underarter finns listade i Catalogue of Life.